# أنتيب
أنتيب (بالفرنسية: Antibes)‏ مدينة فرنسية.

## المناخ
يظهر الجدول التالي التغييرات المناخية على مدار السنة لأنتيب:
| البيانات المناخية لـأنتيب                     | البيانات المناخية لـأنتيب | البيانات المناخية لـأنتيب | البيانات المناخية لـأنتيب | البيانات المناخية لـأنتيب | البيانات المناخية لـأنتيب | البيانات المناخية لـأنتيب | البيانات المناخية لـأنتيب | البيانات المناخية لـأنتيب | البيانات المناخية لـأنتيب | البيانات المناخية لـأنتيب | البيانات المناخية لـأنتيب | البيانات المناخية لـأنتيب | البيانات المناخية لـأنتيب |
| الشهر                                         | يناير                     | فبراير                    | مارس                      | أبريل                     | مايو                      | يونيو                     | يوليو                     | أغسطس                     | سبتمبر                    | أكتوبر                    | نوفمبر                    | ديسمبر                    | المعدل السنوي             |
| --------------------------------------------- | ------------------------- | ------------------------- | ------------------------- | ------------------------- | ------------------------- | ------------------------- | ------------------------- | ------------------------- | ------------------------- | ------------------------- | ------------------------- | ------------------------- | ------------------------- |
| الدرجة القصوى °م (°ف)                         | 19.8 (67.6)               | 24.4 (75.9)               | 23.5 (74.3)               | 27.0 (80.6)               | 31.9 (89.4)               | 32.8 (91.0)               | 36.4 (97.5)               | 36.5 (97.7)               | 33.4 (92.1)               | 29.4 (84.9)               | 24.6 (76.3)               | 22.0 (71.6)               | 36.5 (97.7)               |
| متوسط درجة الحرارة الكبرى °م (°ف)             | 12.3 (54.1)               | 12.8 (55.0)               | 15.1 (59.2)               | 17.2 (63.0)               | 21.5 (70.7)               | 25.4 (77.7)               | 28.7 (83.7)               | 28.8 (83.8)               | 25.0 (77.0)               | 20.4 (68.7)               | 15.9 (60.6)               | 13.2 (55.8)               | 19.7 (67.5)               |
| المتوسط اليومي °م (°ف)                        | 9.0 (48.2)                | 9.3 (48.7)                | 11.4 (52.5)               | 13.4 (56.1)               | 17.5 (63.5)               | 21.2 (70.2)               | 24.3 (75.7)               | 24.5 (76.1)               | 21.0 (69.8)               | 17.0 (62.6)               | 12.7 (54.9)               | 10.1 (50.2)               | 16.0 (60.8)               |
| متوسط درجة الحرارة الصغرى °م (°ف)             | 5.8 (42.4)                | 5.9 (42.6)                | 7.7 (45.9)                | 9.7 (49.5)                | 13.6 (56.5)               | 17.0 (62.6)               | 19.9 (67.8)               | 20.2 (68.4)               | 17.0 (62.6)               | 13.6 (56.5)               | 9.5 (49.1)                | 6.9 (44.4)                | 12.3 (54.1)               |
| أدنى درجة حرارة °م (°ف)                       | −6.9 (19.6)               | −7.0 (19.4)               | −5.2 (22.6)               | 2.9 (37.2)                | 4.8 (40.6)                | 8.0 (46.4)                | 10.5 (50.9)               | 13.0 (55.4)               | 7.2 (45.0)                | 4.8 (40.6)                | −0.2 (31.6)               | −1.8 (28.8)               | −7.0 (19.4)               |
| الهطول مم (إنش)                               | 72.1 (2.84)               | 47.5 (1.87)               | 44.6 (1.76)               | 70.3 (2.77)               | 49.0 (1.93)               | 29.5 (1.16)               | 10.4 (0.41)               | 25.1 (0.99)               | 72.1 (2.84)               | 117.0 (4.61)              | 104.3 (4.11)              | 95.6 (3.76)               | 737.5 (29.04)             |
| متوسط أيام هطول الأمطار (≥ 1.0 mm)            | 6.0                       | 4.8                       | 4.8                       | 7.1                       | 5.3                       | 3.5                       | 1.6                       | 2.4                       | 4.9                       | 7.5                       | 7.6                       | 6.7                       | 62.3                      |
| متوسط الرطوبة النسبية (%)                     | 74                        | 75                        | 75                        | 76                        | 78                        | 78                        | 76                        | 76                        | 78                        | 77                        | 76                        | 74                        | 76.1                      |
| المصدر #1: Météo France                       |                           |                           |                           |                           |                           |                           |                           |                           |                           |                           |                           |                           |                           |
| المصدر #2: Infoclimat.fr (humidity 1961–1990) |                           |                           |                           |                           |                           |                           |                           |                           |                           |                           |                           |                           |                           |

## توأمة
لأنتيب اتفاقيات توأمة مع كل من:
- شفايبيش غموند (1976 - )
- Kinsale [الإنجليزية]‏
- إيلات
- ديسينزانو دل غاردا
- Ancient Olympia Municipality  [لغات أخرى]‏
- آلبورغ (1967 - )
- شاطئ نيوبورت
- Aalborg Municipality [الإنجليزية]‏ منذ (1967 - )
- كراسنوغورسك

## أعلام
- جاك اودبيرتي
- كلير برتراند
- نيكولا رومانو
- كريستوف غانز
- لوران غانيه
- نيكولاي نيكولايفيتش
- ليليان هارفي
- نيكولا الأول ملك الجبل الأسود
- جورج سولتي
- بول هيرو